# Гейлі Вільямс
Ге́йлі Ніколь Ві́льямс (англ. Hayley Nicole Williams; 27 грудня 1988, Мерідіан, Міссісіпі, США) — американська співачка, авторка-виконавиця, музикантка та композиторка. Ведуча вокалістка американського рок-гурту Paramore. Творчі жанри — альтернативний рок, поп-панк.

## Біографія

### Юність
Гейлі Ніколь Вільямс народилася 27 грудня 1988 року в місті Мерідіан, штат Міссісіпі, США в сім'ї Джо та Крісті Вільямс, старшою з трьох сестер. У 2002 році, після розлучення батьків, Вільямс перебралася до міста Франклін, штат Теннессі. Там, у своїй новій школі, вона зустрілася з Джошем та Заком Фарро — майбутніми колегами по музичному колективу.
Ще навчаючись в школі, Гейлі спробувала свої сили в місцевому фанк-кавер-гурті «The Factory», де й познайомилася з Джеремі Девісом (англ. Jeremy Davis) — ще одним майбутнім колегою по музичному гурту.

### Музична кар'єра
У 2003 році молоду Вільямс помітили менеджери Дейв Стюнебрінк (англ. Dave Steunebrink) та Річард Вільямс (англ. Richard Williams). Вони підписали з 14-річною Гейлі дворічний контракт. В той час вона створювала поп-пісні разом з іншими авторами — в Нешвілі. Адвокати Річарда Вільямса — Джим Зумволт (англ. Jim Zumwalt) та Кент Маркус (англ. Kent Marcus) доклали зусиль, аби молода співачка стала відомою в Atlantic Records A&R Tom Storms. А згодом звукозаписувальна компанія Джейсона Флома (англ. Jason Flom) підписала з нею контракт.
Спочатку планувалося зробити з Гейлі сольну поп-співачку, але та відмовилася. Пояснила, що бажає бути частиною музичного гурту та виконувати поп-панк. В Atlantic Records A&R Tom Storms пішли назустріч побажанням співачки і вона створила гурт Paramore. За словами Гейлі Вільямс назва групи походить від дівочої фамілії одного з їх перших басистів. Група згодилася на таку двозначну назву — слово Paramore англійською звучить як «таємний коханець (чи таємна коханка)». Тодішній склад гурту: Джош Ферро (Josh Farro), Зак Ферро (Zac Farro) та Джеремі Дейвіс (Jeremy Davis).
Музику Paramore мали випускати під лейблом Atlantic Records, але відділ маркетингу вирішив, що для іміджу групи буде ліпше, якщо вона не буде пов'язана з великим лейблом. Замість цього постановили видаватися під «крутішим» для вибраного музичного напрямку лейблом — Fueled by Ramen (дещо епатажна назва, в буквальному перекладі з англійської мови: Заправлені Локшиною Швидкого Приготування). Дебютний альбом групи Paramore, «All We Know Is Falling» («Все, що ми знаємо, руйнується»), випущено в 2005 році, коли Гейлі Вільямс виповнилося лише 16 років.
У 2007 році Гейлі Вільямс з'являлася в кліпі «Kiss Me» гурту New Found Glory.
Також у 2007 році читачі часопису Kerrang! помістили Гейлі Вільямс на друге місце в категорії «Найсексуальніша рок-виконавиця» (після солістки Evanescence Емі Лі (англ. Amy Lee). Наступного, 2008 року, Гейлі зайняла вже перше місце в цій категорії, і так повторилося у 2009, 2010, 2011 та 2012 роках.
Гейлі Вільямс можна зустріти як ігровий персонаж у відео-грі «Guitar Hero World Tour» (якщо завершити ігрову кампанію «Misery Business» як вокаліст).
Гейлі Вільямс належить пісня «Teenagers» («Підлітки»), яка звучить у саундтреці художнього фільму «Тіло Дженніфер». Після виходу «Teenagers» («Підлітки») Гейлі Вільямс заявила, що не планує займатися сольною кар'єрою. У 2010 році вона випустила пісню під назвою «Airplanes» та «Airplanes (Part II)» в співпраці з репером альтернативного стилю B.o.B — в його дебютному альбомі «B.o.B Presents: The Adventures of Bobby Ray». «Airplanes», як сингл ввійшла в першу десятку чартів у 19 країнах, а також стала «першим номером» у Великій Британії та Новій Зеландії.
Гейлі Вільямс виступала як запрошена «зірка» в композиції «Stay The Night» Зедда — продюсера EDM. Ця пісня була випущена 10 вересня 2013 року як четвертий сингл дебютного студійного альбому Гейлі Вільямс — «Clarity» (в deluxe-виданні цей сингл йде першим).
У 2014 році Вільямс відзначена нагородою авторитетного американського тижневика Billboard «Trailblazer Award» («Першопроходець») — серед жінок, за унікальний вклад в музику та прокладання шляху іншим артистам.
У 2015 році Вільямс з'явилася, серед інших шістнадцятьох знаменитостей, в кліпі «Bad Blood» співачки Тейлор Свіфт (Taylor Swift).

### Гейлі Вільямс в пресі та на телебаченні

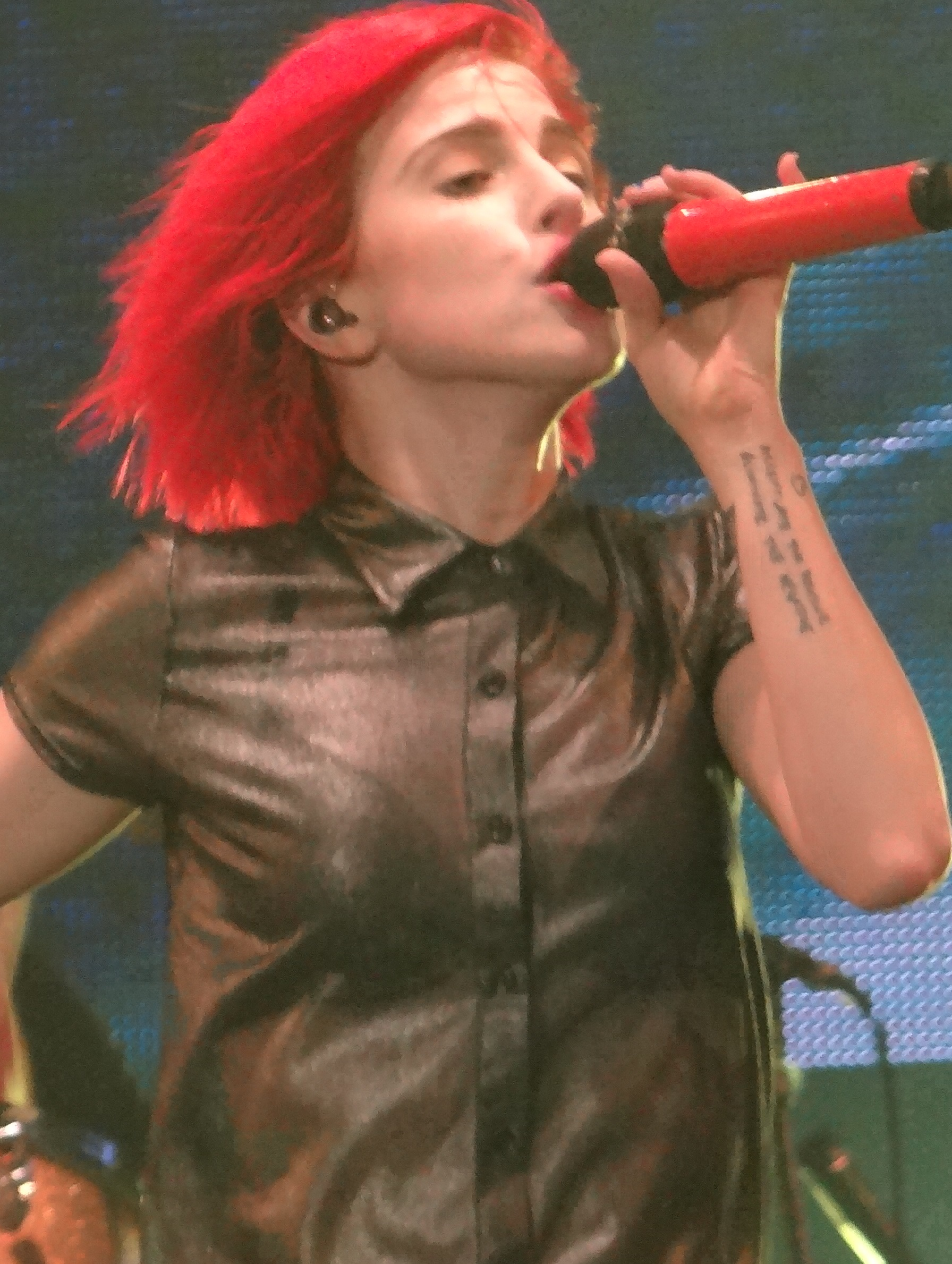
Гейлі Вільямс виступає на фестивалі Чікіта Банку ду Бразіл в Сан-Пауло, Бразилія, 1 листопада 2014

Американський музичний часопис Alternative Press стверджує, що Вільямс «має більше харизми, аніж співаки, що вдвічі старші за неї, однак її музична група відстає в плані музичної досконалості».
Співак та автор пісень Джон Маєр з захопленням писав про голос Вільямс у своєму блозі у 2007 році, називаючи її «великою рудою надією» — маючи на увазі колір її волосся.
У 2015 році Гейлі Вільямс знімається в популярному онлайн-б'юті-телешоу Kiss-Off [Архівовано 30 травня 2015 у Wayback Machine.].

### Діяльність за межами музики.
В березні 2013 року Вільямс повідомила, що підписала контракт з MAC Cosmetics на участь у випуску нової лінії косметики для макіяжу

## Особисте життя
Гейлі Вільямс — християнка і часто звертається до релігійних питань у своїх композиціях. За це її час від часу критикують і засуджують деякі християнські спільноти. За словами братів Ферро, вони покинули Paramore саме через розбіжності у релігійних поглядах з Гейлі.
З 2005 року Гейлі Вільямс зустрічалася з гітаристом групи New Found Glory Чадом Гілбертом. 31 грудня 2014 року Вільямс підтвердила, що вони з Гілбертом заручені — після того, як той попросив її руки на Різдвяних святах. Закрита весільна церемонія відбулася в Тенесі 20 лютого 2016. 1 липня 2017 року Вільямс повідомила, що вони розійшлися після 16 місяців шлюбу та 9 років стосунків в цілому.
У 2022 році дала інтерв'ю, в котрому сказала, що зустрічається з гітаристом гурту Paramore, Тейлором Йорком.

## Дискографія

### Студійні альбоми в складі Paramore
- All We Know Is Falling (2005)
- Riot! (2007)
- Brand New Eyes (2009)
- Paramore (2013)
- After Laughter (2017)

### Пісні
| Рік  | Назва       | Альбом                           |
| ---- | ----------- | -------------------------------- |
| 2009 | «Teenagers» | музика з фільму: Jennifer's Body |

### Популярні сингли
| Рік  | Сингл                                           | Найвища позиція в чарті | Найвища позиція в чарті | Найвища позиція в чарті | Найвища позиція в чарті | Найвища позиція в чарті | Найвища позиція в чарті | Найвища позиція в чарті | Найвища позиція в чарті | Найвища позиція в чарті | Найвища позиція в чарті | Сертифікати (за рівнем продаж)                                                                        | Альбом                                      |
| Рік  | Сингл                                           | US                      | AUS                     | AUT                     | CAN                     | GER                     | IRE                     | NZ                      | SWE                     | SWI                     | UK                      | Сертифікати (за рівнем продаж)                                                                        | Альбом                                      |
| ---- | ----------------------------------------------- | ----------------------- | ----------------------- | ----------------------- | ----------------------- | ----------------------- | ----------------------- | ----------------------- | ----------------------- | ----------------------- | ----------------------- | --- | ------------------------------------------- |
| 2010 | «Airplanes» (B.o.B разом з Hayley Williams)     | 2                       | 2                       | 2                       | 2                       | 8                       | 2                       | 1                       | 10                      | 5                       | 1                       | - RIAA: 4× Платина - ARIA: 3× Платина - BPI: Платина - BVMI: Золото - MC: 2× Платина - RIANZ: Платина | B.o.B Presents: The Adventures of Bobby Ray |
| 2013 | «Stay the Night» (Zedd разом з Hayley Williams) | 18                      | 11                      | 20                      | 22                      | 15                      | 8                       | 20                      | 47                      | 56                      | 2                       | - RIAA: Платина - ARIA: Платина - BPI: Срібло                                                         | Clarity                                     |

### Інші виступи
| Рік  | Пісня                                                                                  | Альбом                                      |
| ---- | -------------------------------------------------------------------------------------- | ------------------------------------------- |
| 2006 | «Keep Dreaming Upside Down» (October Fall разом з Williams)                            | A Season in Hell                            |
| 2007 | «Then Came to Kill» (гурт The Chariot разом з Williams)                                | The Fiancée                                 |
| 2007 | «The Church Channel» (гурт Say Anything разом з Hayley Williams)                       | In Defense of the Genre                     |
| 2007 | «Plea» (гурт Say Anything разом з Hayley Williams та Kenny Vasoli)                     | In Defense of the Genre                     |
| 2009 | «Tangled Up» (New Found Glory featuring Hayley Williams)                               | Not Without a Fight                         |
| 2009 | «The Few That Remain» (гурт Set Your Goals разом з Hayley Williams)                    | This Will Be the Death of Us                |
| 2010 | «Airplanes, Part II» (B.o.B разом з Hayley Williams та Eminem)                         | B.o.B Presents: The Adventures of Bobby Ray |
| 2011 | «Rainbow Connection» (Weezer and Hayley Williams)                                      | Muppets: The Green Album                    |
| 2012 | «Fox's Dream of the Log Flume» (MewithoutYou разом з Hayley Williams)                  | Ten Stories                                 |
| 2012 | «All Circles» (MewithoutYou разом з Hayley Williams та Daniel Smith з гурту Danielson) | Ten Stories                                 |
| 2012 | «Babe» (Chad Gilbert разом з Hayley Williams)                                          | Nashville Sessions                          |
| 2012 | «What's His Name» (гурт Domestikated разом з Becca (Hayley Williams))                  | Five Minutes in Timeout!                    |
| 2015 | «Bad Blood» кліп Taylor Swift разом з Hayley Williams (як The Crimson Curse)           | 1989                                        |

## Нагороди та номінації до нагород
| Рік  | Організація, що нагороджувала     | Категорія                                                                | Сама, чи в колективі                                           | Результат |
| ---- | --------------------------------- | ------------------------------------------------------------------------ | -------------------------------------------------------------- | --------- |
| 2007 | Kerrang Readers' Poll 2007        | Sexiest Female Front Singer                                              | Сама                                                           | Номінація |
| 2008 | Kerrang Readers' Poll 2008        | Sexiest Female Front Singer                                              | Сама                                                           | Перемога  |
| 2008 | Los Premios MTV Latinoamérica     | Premio Fashionista 2008                                                  | Сама                                                           | Номінація |
| 2008 | MTV Video Music Brazil            | Best International Atc 2008                                              | Сама                                                           | Перемога  |
| 2009 | Los Premios MTV Latinoamérica     | Premio Fashionista 2009                                                  | Сама                                                           | Перемога  |
| 2009 | Shockwaves NME Awards 2009        | Sexiest Female                                                           | Сама                                                           | Перемога  |
| 2009 | Kerrang Readers' Poll 2009        | Sexiest Female                                                           | Сама                                                           | Перемога  |
| 2010 | Kerrang Readers' Poll 2010        | Sexiest Female                                                           | Сама                                                           | Перемога  |
| 2010 | 2010 MTV Video Music Awards       | Video of the Year                                                        | «Airplanes» (featuring Hayley Williams) — B.o.B                | Номінація |
| 2010 | 2010 MTV Video Music Awards       | Best Female Video                                                        | «Airplanes» (featuring Hayley Williams) — B.o.B                | Номінація |
| 2010 | 2010 MTV Video Music Awards       | Best Hip-Hop Video                                                       | «Airplanes» (featuring Hayley Williams) — B.o.B                | Номінація |
| 2010 | 2010 MTV Video Music Awards       | Best Collaboration                                                       | «Airplanes» (featuring Hayley Williams) — B.o.B                | Номінація |
| 2010 | Teen Choice Awards 2010           | Hook Up Song                                                             | «Airplanes» (featuring Hayley Williams) — B.o.B                | Перемога  |
| 2010 | 52nd Annual Grammy Awards         | Best Song Written for a Motion Picture, Television or Other Visual Media | «Decode» — Williams, Josh Farro and Taylor York                | Номінація |
| 2011 | Kerrang Readers' Poll 2011        | Sexiest Female                                                           | Сама                                                           | Перемога  |
| 2011 | 37th People's Choice Awards       | Favorite Song                                                            | «Airplanes» (разом з Hayley Williams) — B.o.B                  | Номінація |
| 2011 | BET Awards 2011                   | Video of the Year                                                        | «Airplanes» (разом з Hayley Williams) — B.o.B                  | Номінація |
| 2011 | BET Awards 2011                   | Best Collaboration                                                       | «Airplanes» (разом з Hayley Williams) — B.o.B                  | Номінація |
| 2011 | 53rd Annual Grammy Awards         | Best Pop Collaboration With Vocals                                       | «Airplanes, Part II» (разом Hayley Williams та Eminem) — B.o.B | Номінація |
| 2012 | Kerrang Readers' Poll 2012        | Sexiest Female                                                           | Сама                                                           | Перемога  |
| 2012 | NME Awards 2012                   | Hottest Female                                                           | Сама                                                           | Номінація |
| 2012 | Kerrang! Awards 2012              | Hottest Female                                                           | Сама                                                           | Номінація |
| 2012 | Kerrang! Awards 2012              | Tweetter of the Year                                                     | Сама                                                           | Перемога  |
| 2013 | Kerrang! Awards 2013              | Hottest Female                                                           | Сама                                                           | Номінація |
| 2014 | Alternative Press Music Awards    | Best Singer                                                              | Сама                                                           | Номінація |
| 2014 | iHeartRadio Music Awards          | EDM Song of the Year                                                     | «Stay the Night» (разом з Hayley Williams) — Zedd              | Номінація |
| 2014 | MTV Video Music Awards 2014       | Best Editing                                                             | «Stay the Night» (разом з Hayley Williams) — Zedd              | Номінація |
| 2014 | MTV Video Music Awards 2014       | MTV Clubland Award                                                       | «Stay the Night» (разом з Hayley Williams) — Zedd              | Перемога  |
| 2014 | Billboard's Women in Music Awards | Trailblazer Award                                                        | Сама                                                           | Перемога  |
| 2015 | 57th Annual Grammy Awards         | Best Rock Song                                                           | «Ain't It Fun» — Williams разом з Taylor York                  | Перемога  |